# Briarcliff (Arkansas)
Briarcliff – miasto w Stanach Zjednoczonych, w stanie Arkansas, w hrabstwie Baxter.